# Raise Your Weapon
Singles de Deadmau5
Bad Selection
(2010) Maths
(2012)
Pistes de 4x4=12
Right This Second
(8) One Trick Pony
(10)
Raise Your Weapon est le cinquième single de l'album 4x4=12 de Deadmau5.